# Małapanew Ozimek
Hutniczy Klub Sportowy Małapanew Ozimek został założony w 1946 roku. Przez wiele lat swej działalności organizował zajęcia w kilkunastu sekcjach sportowych, jednak największe sukcesy zanotowały: 
- sekcja piłki nożnej - uczestnictwo w rozgrywkach II ligi w latach 1975 - 1980, a także wieloletnie uczestnictwo w rozgrywkach III ligi. Z klubu wywodzili się reprezentanci Polski: Henryk Brejza, Józef Adamiec, Adam Ledwoń, Waldemar Sobota oraz Paweł Olkowski.
- sekcja piłki ręcznej - uczestnictwo w rozgrywkach I i II ligi zespołów 11 osobowych. Najwyższą pozycją jaką zajął zespół było 3 miejsce w I lidze. Bramkarz seniorskiej drużyny Teodor Kowalski był reprezentantem Polski i uczestnikiem mistrzostw świata w Szwajcarii.

Aktualnie na terenie klubu działa tylko sekcja piłki nożnej. Piłkarze klubu swoje spotkania rozgrywają na Stadionie Miejskim w Ozimku.

## Drużyny młodzieżowe
Młodzieżowe drużyny klubu są jednymi z najsilniejszych w województwie opolskim. Trampkarze Małejpanwi w sezonie 2004/2005 byli wicemistrzami województwa opolskiego po przegranym 2:0 pojedynku z MKS-em Kluczbork. W sezonie 2005/2006 po odejściu kilku kluczowych zawodników, trampkarze Małejpanwi już nie spisywali się tak dobrze. Kilka wzmocnień ze słabszych drużyn leżących w Gminie Ozimek nie dało pożądanych efektów. W rezultacie podopieczni Leona Brylczaka nie wyszli z grupy, mimo iż mieli najlepszy bilans bramkowy.